# Vastenjaure
Le Vastenjaure est un lac situé dans le comté de Norrbotten dans la province historique de Lappland, au nord de la Suède. Il s'agit de l'un des deux grands lacs (avec le Virihaure) du parc national de Padjelanta.

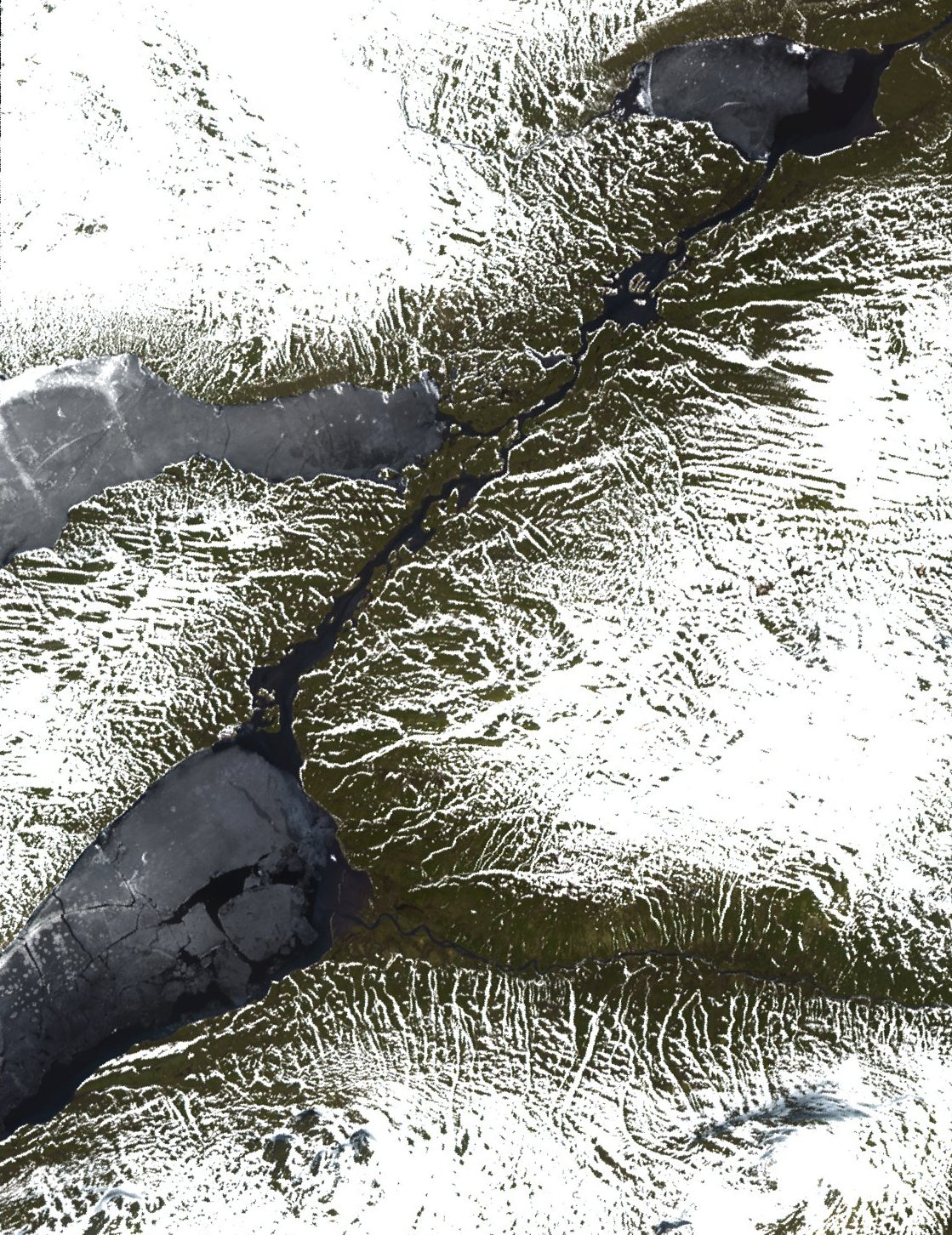
Débâcle sur le Vastenjaure (en bas)